# Історичний архів (Скоп'є)
Історичний архів Скоп'є є підрозділом Державного архіву Північної Македонії.

## Історія
Архів у Скоп'є є підрозділом Державного архіву Північної Македонії (ДАРМ) і знаходиться за адресою: вул. «Московська» 1 в Скоп'є. З 2000 року підрозділ в Скоп'є продовжує працювати, як Державний архів Північної Македонії. Архів охоплює такі муніципалітети: Гази-Баба, Горче-Петров, Карпош, Центр, Кисела Вода, Аеродром, Бутел, Чаїр, Шуто-Оризарі, Арачиново, Студеничани, Зелениково, Петровець, Ілинден, Сопиште, Сарай і Чучер-Сандево.

## Важливі фонди
Підрозділ має 675 фондів і 10 колекцій.
Дуже цінною є колекція з більш ніж 30 000 фотографій Скоп'є і його околиць, створена в період 1928—1983. З особливою ретельністю були зібрані фотографії з землетрусу 1963 та будівництво міста після нього.